# 제1캐나다사단
제1캐나다사단(영어: 1st Canadian Division,프랑스어: 1re Division du Canada)은 CFB 킹스턴에 위치한 합동 작전 지휘 및 통제 부대로, 캐나다 합동작전사령부(CJOC)에 속해 있다. 이 부대는 높은 대비태세를 갖춘 부대로, 매우 짧은 시간 내에 이동할 수 있으며, 캐나다의 군사 목표를 달성하고 잠재적인 위협에 대응하기 위해 필요한 인력과 장비를 갖추고 있다.
제1캐나다사단은 제1차 세계 대전 중인 1914년 8월 캐나다 원정군(CEF)의 부대로 창설되었다. 이 사단은 기병대대와 3개의 보병 여단(각 여단은 4개 대대, 제1, 제2, 제3 캐나다 보병여단으로 구성), 3개의 야전포병 여단(현대의 연대와 대략적으로 동등)으로 구성되어 있었으며, 18파운드 포로 무장하고 있었고, 공병대와 육군 병참부대, 육군 의무대의 요소들이 포함되어 있었다. 사단의 총 전력은 모든 계급을 합쳐 17,873명과 말 4,943마리로 구성되었다. 제1차 세계대전 동안 이 사단은 이프르, 페스튀베르, 솜, 비미 능선, 파스샹달, 아미앵 등 서부 전선의 여러 주요 전투에 참전했다.
제1차 세계 대전이 끝난 후 이 사단은 해체되었지만, 1939년 9월 1일 제2차 세계 대전 참전을 위해 다시 동원되었다. 이 시기 제1캐나다사단은 제1캐나다보병사단으로 재명명되었고, 연합군의 시칠리아 침공과 이탈리아 전역에 참여했으며, 오르토나, 리리 계곡, 고딕 방어선과 같은 주요 전투에서 활약했다. 1945년, 이 사단은 서부 네덜란드 해방에 참여하기 위해 제1캐나다군과 재통합되었다.
이 사단은 냉전 기간인 1953년부터 1958년까지, 그리고 1988년부터 1992년까지 다시 재편되었다. 2010년, 이 사단은 세 번째로 다시 편성되었다. 캐나다 육군의 4개 사단(제2에서 제5사단)은 각기 해당 지역 내의 부대 지휘를 담당하고 있는 반면, 제1캐나다사단 본부는 국내외에서 국가 목표를 달성하기 위해 고도의 대비태세를 갖춘 맞춤형 배치 가능 합동 본부로서 다국적 부대와 공동으로 연합군을 지휘하고 통제하는 임무를 수행하기 위해 설립되었다.